# Sarapo
El Sarapo és una muntanya de la Serralada Huayhuash,al centre del Perú, a la serralada dels Andes. S'eleva fins als 6.127 msnm i es troba entre la regió de Huánuco i la de Lima. Es troba envoltat per altres grans cims, com el Yerupajá i el Siula Grande, a l'est del llac Sarapococha.
La primera ascensió al Sarapo va tenir lloc el 25 de juliol de 1954 pels alpinistes austríacs Manfred Bachmann i Karl Lugmayer, membres de l'Österreichischer Alpenverein.